# René Valenzuela
René Valenzuela (20 aprile 1955) è un ex calciatore cileno, di ruolo difensore.